# Claudio Pellegrini (calciatore)
Claudio Pellegrini (Roma, 16 febbraio 1955) è un ex calciatore italiano, di ruolo attaccante.
Era indicato anche come Pellegrini III. È fratello di Stefano, detto Pellegrini II, e Romolo, entrambi calciatori.

## Carriera

Pellegrini in acrobazia all'Avellino nel 1979

Cresciuto nell'ACLI Primavalle, passa quindi alle giovanili del Torino (senza riuscire ad arrivare in prima squadra), in seguito ha militato nel Novara Calcio (mai schierato in campionato) Casale, Barletta, fino a giungere nell'estate del 1976 all'Udinese che milita in Serie C. Nella compagine friulana, con cui segna la prima rete in assoluto allo Stadio Friuli il 26 settembre 1976, disputa due campionati di Serie C con 30 reti complessive e conquista, nel 1978, la promozione in Serie B, la Coppa Italia di Serie C e la Coppa Anglo-Italiana.
Viene quindi rilevato dal Napoli, con cui nella stagione 1978-1979 esordisce in Serie A il 1º ottobre 1978 in Napoli-Ascoli (2-1). La società partenopea lo cede poi in prestito all'Avellino la stagione seguente. Negli anni seguenti ha militato ancora nel Napoli, diventando il centravanti titolare della squadra per i primi anni ottanta, fino ad arrivare alle porte della Nazionale italiana, con 2 apparizioni e un gol nell'Under-21 e 2 presenze nella Nazionale B. In particolare il rendimento di Pellegrini è molto elevato nelle stagioni 1980-1981 e 1981-1982, nelle quali realizza 11 reti a stagione (nella seconda delle quali è terzo in classifica cannonieri dietro Roberto Pruzzo e Edi Bivi), mentre cala nelle due stagioni successive (5 reti nell'annata 1982-1983, una sola nella seguente).
Nell'estate del 1984 passa alla Fiorentina, dove va a segno una sola volta in campionato. Nell'autunno successivo passa al Palermo, fra i cadetti, dove viene coinvolto marginalmente nello scandalo del calcio italiano del 1986, per il quale subisce una squalifica di un mese; in seguito alla radiazione della compagine rosanero, nell'estate del 1986 passa al Nola in Serie C2 dove gioca l'ultimo anno della sua carriera.
Ha totalizzato complessivamente 182 presenze e 38 reti in massima serie.

## Palmarès

### Club

#### Competizioni nazionali
- Coppa Italia Semiprofessionisti: 1

Udinese: 1977-1978
- Campionato italiano Serie C: 1

Udinese: 1977-1978 (girone A)

#### Competizioni internazionali
- Coppa Anglo-Italiana: 1

Udinese: 1978